# 斎藤嘉彦
斎藤 嘉彦（さいとう よしひこ、1972年2月12日 - ）は、日本の陸上競技選手。専門は400mハードル。

## 経歴
- 群馬県立富岡高等学校
- 法政大学
- 東和銀行
- 群馬綜合ガードシステム
- 東京農業大学第二高等学校教諭（2001年～）

## 49秒台の壁を破る
富岡高校時代に名将佐藤敏明（高崎商業高校OB）の勧めで陸上競技部に入部、才能を開花させた。日本人として初めて48秒台の記録を出して、苅部俊二・山崎一彦らとともに日本の400mハードルを世界レベルに押し上げた。1992年、バルセロナオリンピックに出場。その後長く低迷しアトランタオリンピック出場を逃した。
1998年、郷里の群馬綜合ガードシステムに入社。復調し48秒64の自己新記録で日本選手権優勝。2000年、シドニーオリンピック出場を目指したが、若手の為末大らの台頭もあり、あと一歩で出場を逃し選手生活を引退、その後、群馬県高崎市にある東京農業大学第二高等学校教諭として後進の指導にあたっている。

## 自己ベスト
| 種目          | 記録   | 開催場所          | 年月日 | 備考        |
| 400ｍ         | 46秒43 | 日本 前橋市       | 1993年 |             |
| 400ｍハードル | 48秒64 | 日本 熊本県熊本市 | 1998年 | 日本歴代7位 |

## 戦績
| 年   | 大会                 | 場所               | 種目    | 結果   | 記録              | 備考                                   |
| ---- | -------------------- | ------------------ | ------- | ------ | ----------------- | -------------------------------------- |
| 1990 | 世界ジュニア選手権   | プロヴディフ       | 400mH   | 2位    | 49秒99            |                                        |
| 1990 | 世界ジュニア選手権   | プロヴディフ       | 4x400mR | 7位    | 3分07秒58 （1走） | ジュニア日本記録                       |
| 1991 | ユニバーシアード     | シェフィールド     | 400mH   | 2位    | 50秒02            |                                        |
| 1991 | ユニバーシアード     | シェフィールド     | 4x400mR | 4位    | 3分07秒82 （3走） |                                        |
| 1991 | 世界選手権           | 東京               | 400mH   | 予選   | 49秒89            | 3組4着                                 |
| 1991 | アジア選手権         | クアラルンプール   | 400mH   | 優勝   | 50秒46            |                                        |
| 1991 | アジア選手権         | クアラルンプール   | 4x400mR | 優勝   | 3分05秒22 （2走） |                                        |
| 1992 | オリンピック         | バルセロナ         | 400mH   | 予選   | 49秒01            | 日本記録、7組4着                       |
| 1992 | オリンピック         | バルセロナ         | 4x400mR | 予選   | 3分01秒35 （3走） | 1組3着                                 |
| 1993 | 世界室内選手権       | トロント           | 4x400mR | 3位    | 3分07秒30 （3走） | アジア記録、世界室内選手権日本初メダル |
| 1993 | ユニバーシアード     | バッファロー       | 400mH   | 2位    | 49秒61            |                                        |
| 1993 | ユニバーシアード     | バッファロー       | 4x400mR | 2位    | 3分03秒21 （3走） | 学生記録                               |
| 1993 | 世界選手権           | シュトゥットガルト | 400mH   | 準決勝 | 49秒43            | 2組5着                                 |
| 1993 | 世界選手権           | シュトゥットガルト | 4x400mR | 予選   | 3分02秒43 （3走） | 2組3着                                 |
| 1994 | アジア大会           | 広島               | 400mH   | 2位    | 49秒13            | 1位の苅部俊二と同タイム着差あり        |
| 1994 | アジア大会           | 広島               | 4x400mR | 4位    | 3分10秒91 （3走） |                                        |
| 1995 | 世界選手権           | ヨーテボリ         | 400mH   | 予選   | 49秒91            | 3組5着                                 |
| 1995 | 世界選手権           | ヨーテボリ         | 4x400mR | 予選   | 3分01秒46 （2走） | 1組4着                                 |
| 1995 | ユニバーシアード     | 福岡               | 400mH   | 3位    | 49秒18            |                                        |
| 1995 | ユニバーシアード     | 福岡               | 4x400mR | 4位    | 3分02秒51 （2走） |                                        |
| 1997 | 東アジア大会         | 釜山               | 400mH   | 2位    | 50秒41            |                                        |
| 1997 | 東アジア大会         | 釜山               | 4x400mR | 優勝   | 3分04秒35 （3走） |                                        |
| 1997 | 世界選手権           | アテネ             | 400mH   | 準決勝 | 49秒60            | 3組6着                                 |
| 1997 | グランプリファイナル | 福岡               | 400mH   | 8位    | 49秒20            |                                        |
| 1998 | アジア大会           | バンコク           | 400mH   | 2位    | 49秒94            |                                        |